# USA:s inrikessäkerhetsminister
USA:s inrikessäkerhetsminister (engelska: Secretary of Homeland Security; mer ordagrannt översatt; hemlandssäkerhetsminister) är chef för USA:s inrikessäkerhetsdepartement (engelska: Department of Homeland Security) och ingår av sedvana i presidentens kabinett.
Befattningshavarens ställning är reglerad i lag och utses av USA:s president med senatens råd och samtycke. Inrikessäkerhetsministern ingår i successionsordningen för USA:s president. Ämbetet inrättades 2003, som en följd av reformer (Homeland Security Act of 2002) till följd av 11 septemberattackerna 2001.
Kristi Noem är USA:s inrikessäkerhetsminister sedan 25 januari 2025.

## Lista från 2003 och framåt

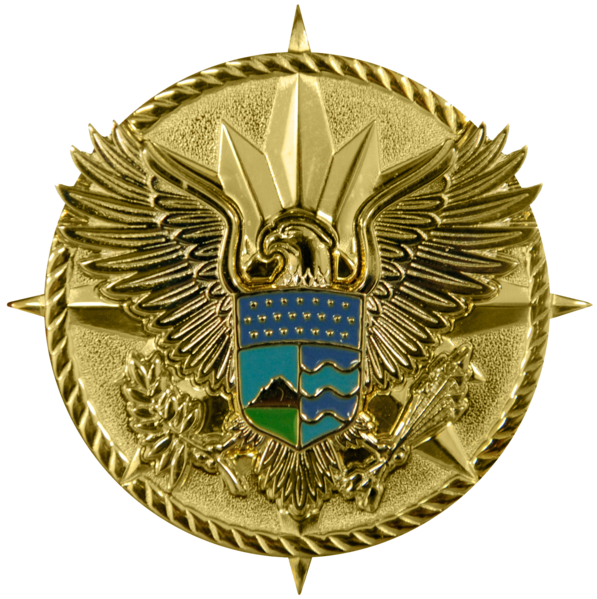
Tilläggstecken för personal i USA:s kustbevakning eller annan amerikansk militär personal som tjänstgör i inrikesministerns stab.

| Nr | Porträtt   | Namn                            | Hemstat              | Ämbetsperiod     | Ämbetsperiod     | Utnämnd av      | Not   |
| Nr | Porträtt   | Namn                            | Hemstat              | från             | till             | Utnämnd av      | Not   |
| -- | ---------- | ------------------------------- | -------------------- | ---------------- | ---------------- | --------------- | ----- |
| 1. | Ridge      | Tom Ridge                       | Pennsylvania         | 24 januari 2003  | 1 februari 2005  | George W. Bush  | [ 5 ] |
| –  | Loy        | James M. Loy tillförordnad      | Pennsylvania         | 1 februari 2005  | 15 februari 2005 | George W. Bush  |       |
| 2. | Chertoff   | Michael Chertoff                | New Jersey           | 15 februari 2005 | 21 januari 2009  | George W. Bush  | [ 5 ] |
| 3. | Napolitano | Janet Napolitano                | Arizona              | 21 januari 2009  | 6 september 2013 | Barack Obama    | [ 5 ] |
| –  | Beers      | Rand Beers tillförordnad        | District of Columbia | 6 september 2013 | 16 december 2013 | Barack Obama    |       |
| 4. | Johnson    | Jeh Johnson                     | New Jersey           | 23 december 2013 | 20 januari 2017  | Barack Obama    | [ 5 ] |
| 5. | Kelly      | John F. Kelly                   | Virginia             | 20 januari 2017  | 31 juli 2017     | Donald J. Trump | [ 5 ] |
| -  |            | Elaine Duke tillförordnad       | Ohio                 | 31 juli 2017     | 6 december 1017  | Donald J. Trump |       |
| 6. |            | Kirstjen Nielsen                | Florida              | 6 december 2017  | 10 april 2019    | Donald J. Trump | [ 5 ] |
| -  |            | Kevin McAleenan tillförordnad   | Hawaii               | 11 april 2019    | 13 november 2019 | Donald J. Trump |       |
| -  |            | Chad Wolf tillförordnad         | Virginia             | 13 november 2019 | 11 januari 2021  | Donald J. Trump |       |
| 7. |            | Alejandro Mayorkas              | Washington, D.C.     | 2 februari 2021  | 20 januari 2025  | Joe Biden       | [ 5 ] |
| -  |            | Benjamine Huffman tillförordnad | Texas                | 20 januari 2025  | 25 januari 2025  | Donald J. Trump |       |
| 8. |            | Kristi Noem                     | South Dakota         | 25 januari 2025  | inkumbent        | Donald J. Trump | [ 5 ] |